# ファン・カルロス・ブルゴス
フアン・カルロス・ブルゴス（Juan Carlos Burgos、1987年12月26日 - ）は、メキシコのプロボクサー。バハ・カリフォルニア州出身。
元IBF世界ライトフライ級王者のホセ・ビクトル・ブルゴスは、おじにあたる。

## 来歴
アマチュアボクサーであった父親の影響で9歳でボクシングを始めた。
2004年12月10日、メキシコでプロデビュー。
2006年10月16日、バハ・カリフォルニア州ティフアナのアウディトリオ・ムニシパルで行われたWBCアメリカ大陸フェザー級暫定王座決定戦でロドルフォ・ガライ（メキシコ）と対戦し、3-0（99-91、99-91、98-92）の判定勝ちを収め、王座を獲得した。
2009年2月27日、アメリカ合衆国カリフォルニア州オンタリオのダブルツリーホテルでフェルナンド・オマール・リサラガ（メキシコ）と対戦し、2回2分19秒TKO勝ちを収め、CABOFEフェザー級王座を獲得した。
2009年6月12日、アメリカ合衆国カリフォルニア州オンタリオのダブルツリーホテルでヴァチェスラフ・グセフ（ロシア）と対戦し、3-0（97-93、98-92、98-92）の判定勝ちを収め、初防衛に成功した。
2010年1月15日、アメリカ合衆国テキサス州ラレドのラレド・シビック・センターでファン・カルロス・マルチネス（メキシコ）と対戦し、12回1分17秒TKO勝ちを収め2度目の防衛に成功した。
2010年5月29日、グアダラハラのアレナ・テカテで行われたWBC世界フェザー級挑戦者決定戦でリカルド・カスティージョ（メキシコ）と対戦し、11回0分10秒、カスティージョの棄権によるTKO勝ちを収め、同級王座の指名挑戦権を獲得した。
2010年11月26日、日本ガイシホールで行われた、WBC世界フェザー級王者エリオ・ロハス（ドミニカ共和国）の休養王座認定に伴い正規王座が空位扱いになったことに伴うWBC世界フェザー級王座決定戦で元WBC世界バンタム級王者長谷川穂積（日本）と対戦し、0-3（111-116、110-117、110-117）の判定負けを喫し、王座獲得に失敗した。プロ26戦目にして初黒星を喫した。
2011年11月12日、MGMグランド・ガーデン・アリーナでルイス・クルス（プエルトリコ）の持つWBOラテンアメリカスーパーフェザー級王座と空位のWBC世界スーパーフェザー級シルバー王座を懸け対戦し、2-0（98-92、95-95、97-93）の判定勝ちを収め、WBOラテンアメリカスーパーフェザー級王座の獲得に成功、同時にWBC世界スーパーフェザー級シルバー王座の獲得にも成功した。
2012年2月24日、アメリカ合衆国デラウェア州ドーバーのドーバーダウンズホテル&カジノで元IBF世界フェザー級王者クリストバル・クルス（メキシコ）と対戦し、3-0（96-92、98-90、96-92）の判定勝ちでWBC世界スーパーフェザー級シルバー王座の初防衛に成功した。その後2度目の防衛戦を行わずに王座を返上した。
2012年7月20日、アメリカ合衆国ネバダ州ラフリンのエッジウォーターホテル&カジノでセサール・バスケス（メキシコ）と対戦し、3回1分50秒TKO勝ちを収め、WBOラテンアメリカスーパーフェザー級王座の初防衛に成功した。
2013年1月19日、ニューヨークのマディソン・スクエア・ガーデン・シアターでミゲル・アンヘル・ガルシア対オルランド・サリドの前座で、WBO世界スーパーフェザー級王者ローマン・マルチネスと対戦し、1-1（112-116、117-111，114-114）の判定で引き分けとなりまたも世界王座獲得に失敗した。
2014年1月25日、ニューヨークのマディソン・スクエア・ガーデン・シアターにてWBO世界スーパーフェザー級王者ミゲル・アンヘル・ガルシアとWBO世界スーパーフェザー級1位の指名挑戦者として対戦し、0-3（110-118、110-118、109-119）の判定負けを喫しまたも王座獲得に失敗した。

## 獲得タイトル
- WBCアメリカ大陸フェザー級暫定王座
- CABOFEフェザー級王座
- WBOラテンアメリカスーパーフェザー級王座
- WBC世界スーパーフェザー級シルバー王座